# Cesare Malpica
Cesare Malpica (Capua, 2 aprile 1804 – Napoli, 12 dicembre 1848) è stato un giornalista, viaggiatore e poeta italiano.

## Biografia
Nato da Ignazio, ufficiale borbonico calabrese, e da Maria Antonia Turino, si laureò in Giurisprudenza e esercitò l'avvocatura a Salerno. Di idee liberali, partecipò alla rivoluzione dei filadelfi nel 1828 ma venne arrestato assieme ad altri cospiratori. Scarcerato l'anno seguente, Malpica iniziò l'attività giornalistica a Salerno e nel 1830 si trasferì a Napoli, dove aprì una scuola privata e iniziò a collaborare con periodici come Poliorama Pittoresco e Lucifero. Fu redattore unico de Giornale de' giovanetti e Giornale delle madri e dei fanciulli, con l'obiettivo di far conoscere gli studi classici alle giovani generazioni dell'epoca.
Successivamente, Malpica si dedicò all'attività di giornalista descrivendo le sue impressioni durante i viaggi nelle province del Regno delle Due Sicilie. Attivo anche come poeta, scrisse versi in onore di Pio IX dello scultore Vincenzo Gajassi. Nel 1848 si schierò accanto a Pasquale Stanislao Mancini a favore del costituzionalismo napoletano.
Morì pochi mesi dopo a Napoli, lasciando la moglie Annunziata Cottin e cinque figlie.

## Alcune opere
- Ore malinconiche (1836)
- Pensieri del tramonto (1839)
- Il giardino d'Italia, 1841-1847 (La Puglia, 1841; Venti giorni in Roma, 1843; Le notti romane, ecc., 1844; Un mese negli Abruzzi, 1844;Dal Sebeto al Faro, 1845; La Toscana, l'Umbria e la Magna Grecia, 1846; La Basilicata, 1847)
- Una vedova e un mistero. Storia del sec. XIX (1846)
- Poesie scelte (1845)
- L'ultimo dei Savelli (1850)

"Bianca di Salerno", pubblicato a puntate sul settimanale "Lo Spettatore Napoletano"